# Hôtel Périer du Bignon
L’hôtel Périer du Bignon est un hôtel particulier situé à Laval, dans le département de la Mayenne.

## Histoire
L'hôtel fut construit pour Pierre Périer du Bignon en 1777. Il passa par la suite à Gabriel de la Broise, aux Foucault de Laubinière en 1817, puis aux Duchemin de Vaubernier en 1834.[réf. nécessaire]
Ce bâtiment fait l’objet d’une inscription au titre des monuments historiques depuis le 30 octobre 2001.